# 源延伯
源延伯（504年—527年），西平郡乐都县（今青海省海东市乐都区）人，南北朝北魏的军事人物。源子邕的长子。
神龟元年（518年），源延伯初任司空参军事。正光二年（521年），南秦州百姓吴富发动叛乱，河间王元琛作为都督前往镇压，源延伯在叔父源子恭麾下担任军司。他担任统军，在战斗中总是冲锋在前。源子恭因源延伯年轻，曾告诫他不要冒进，却没能阻止他。父亲源子邕担任夏州刺史时，向洛阳朝廷请求援兵，源延伯奉魏孝明帝之命，率领一千名羽林军赶赴夏州。源延伯作战中勇冠三军。正光五年（524年），源子邕为解决城中短缺的军粮而前往东夏州，源延伯被任命留守夏州州城统万城。源延伯与士兵们同吃同住，加固城防。源子邕被朔方的胡族俘虏，消息传到统万城，源延伯镇定自若地安抚城内百姓，使得人心没有动摇，得以继续坚守。此事传到朝廷后，源延伯被任命为龙骧将军、代理夏州事务，并进封五城县开国子。在源子邕击败东夏州和夏州的叛军之前，源延伯成功守住了统万城。源子邕出兵讨伐华州叛军时，源延伯率领士兵跟随父亲出征，亲自活捉了康维摩，在白水击败了宿勤阿非。他的爵位晋升为浮阳伯，官职升至谏议大夫。孝昌三年（527年），源延伯假冠军将军，作为别将跟随父亲前往冀州。同年十二月，在漳水弯曲处与葛荣的大军交战，战死沙场，时年二十四岁。朝廷追赠他持节、平北将军、凉州刺史。他的儿子源孝孙继承了他的爵位。